# التقييد والإيضاح
التقييد والإيضاح. و يسمى أيضا نكت العراقي، كتاب صنفه الحافظ زين الدين أبو الفضل عبد الرحيم العراقي، وهو شرح لكتاب مقدمة ابن الصلاح.
قال في مقدمة الكتاب: أحسن ما صنف في معرفة الاصطلاح كتاب علوم الحديث لابن الصلاح جمع فيه غرر الفوائد فأوعى، ودعا له زمر الشوارد فأجابت طوعا. الا أن فيه موضع قد خولف فيه وأماكن أخر تحتاج إلى تقييد و تنبيه. فأردت أن أجمع عليه نكتا تقيد مطلقه وتفتح مغلقه. وقد اورد غير واحد من النتأخرين إيرادات ليست بصحيحة فرأيت أن أذكر تصويب كلام الشيخ وترجيحه لكي لا يتعلق بها من لا يعرف مصطلحات القوم.